# Dolichurus leioceps
Dolichurus leioceps är en  stekelart som beskrevs av Embrik Strand 1913. Dolichurus leioceps ingår i släktet Dolichurus och familjen Ampulicidae. Inga underarter finns listade i Catalogue of Life.